# Kafr aš-Šajch
Kafr aš-Šajch (arabsky: كفر الشيخ) je egyptské město ležící 134 km severně od hlavního města Káhiry. Je hlavním městem stejnojmenného guvernorátu Kafr aš-Šajch. Nachází se zde továrny na zpracování rýže, cukru a drůbeže.